# KiKA
KiKA [ˈkiːkaː] (betekenis: Kinder-Kanal) is een Duitse publieke omroep van ARD en ZDF voor kinderen.

## Ontstaan en zenderprofiel
Onder de naam Der Kinderkanal von ARD/ZDF ging de zender op 1 januari 1997 in de lucht. Van 1 mei 2000 tot 14 februari 2012 heeft het de naam KI.KA gedragen. Het kinderkanaal, dat zijn vestiging in Erfurt heeft staan, is een samenwerkingsverband van ARD en ZDF, die daarbij voor de helft betrokken zijn. De MDR neemt de secretariaat over net zoals de ARD. KiKA is als themazender van een publieke omroep reclamevrij en biedt programma's voor kinderen van 3 tot 13 jaar.
Op 1 januari 2003 kreeg de zender 2 uur meer zendtijd, namelijk tot 21:00 uur. Tussen 21:00 uur en 06:00 uur wordt een Nachtschleife uitgezonden.
Sinds 14 februari 2012 draagt het de naam KiKA.

## Programmaontwikkeling

### Beginperiode
In de eerste jaren van de zender bestond het programma hoofdzakelijk uit series en uitzendingen, die reeds in de programma's van de ARD en de ZDF te zien waren. Ook werden hele afleveringen gelijktijdig op de hoofdkanaal en het kinderkanaal uitgezonden, bijvoorbeeld het toenmalige ZDF-middagprogramma. Kinderseries zoals Tabaluga tivi, Löwenzahn en Die Sendung mit der Maus worden naast hun andere kanalen ook nog op KiKA uitgezonden. Zowel Duitse als internationale series komen in het kanaalprogramma van KiKA. Daarbij horen klassiekers van de jaren 70 en 80 (zoals Heidi, Maja de Bij of Wickie de Viking) maar ook Realseries (zoals Neues vom Süderhof of Ocean Girl). 

## Programmering
De programmering van KiKA bestaat uitsluitend uit kindervriendelijke programma's, zoals Biene Maja,Die Sendung mit der Maus of ook wel het in Duitsland heel populaire Sandmännchen.
Verder bestaat de programmering uit veel eigen producties en jeugdseries.

## Ontvangst
KiKA is in Europa vrij te ontvangen via satellietpositie Astra 19,2°O.